# Johann Anton von Herbort
Johann Anton von Herbort (* 18. Mai 1702 in Bern; † 10. November 1757 ebenda) war ein Schweizer Baumeister.

## Leben
Herbort wurde in Bern als Sohn des dortigen Strumpffabrikanten und Militäringenieurs Johannes Herbort geboren. Seine Ausbildung erhielt er in Ungarn. Anschliessend trat er in kaiserliche Dienste und wurde ab 1721 auf dem Balkan unter dem Obristen Nicolas Doxat in der Festungsbaukunst ausgebildet. 1730 wurde er Fortifikationsdirektor im Königreich beider Sizilien, 1731 Kapitän in Capua. Später trat er in herzoglich württembergische Dienste. Nach der Absetzung und Inhaftierung von Donato Giuseppe Frisoni wurde Herbort 1734 vorübergehend Oberbaudirektor der öffentlichen Bauten und damit Leiter des gesamten württembergischen Bauwesens. Mit Frisonis Rehabilitierung war er nur noch für den Festungsbau zuständig. 1735 wurde er zum Obristleutnant ernannt. 1737 bis 1742 leitete er den Bau der Festung Hohenneuffen. 1742 kehrte er in die Schweiz zurück und übernahm die Landvogtei Morges.
Er heiratete im Jahr 1737 Margaritha Im Hoff, eine Tochter des Samuel Im Hoff, Leiter des Salzbergwerks in Roche.

## Auszeichnungen
Herbort wurde während seiner Dienste für Herzog Karl Alexander zum württembergischen Kammerherrn ernannt.

## Werke
- Nouvelles methodes pour fortifier les places, & pour remedier a la foiblesse des Anciennes (Augsburg 1735) (Digitalisat)